# 楽天モンキーズ
楽天モンキーズ（らくてんモンキーズ、中国語：樂天桃猿）は、台湾の中華職業棒球大聯盟所属のプロ野球チームである。本拠地は桃園市、チームカラーは臙脂色（クリムゾンレッド）。
台湾大聯盟から中華職業棒球聯盟に移った前身の「第一金剛」が身売りとなり、製靴会社のLa Newが運営していたが、2019年に日本のIT企業・楽天グループに譲渡された。

## 歴史
球団発足～Lanew、Lamigo時代
- 1997年：台湾大聯盟（TML）発足に伴い、金剛、雷公、太陽、勇士の4球団が発足。
- 2003年
  - 1月：中華職業棒球聯盟（CPBL）と台湾大聯盟の統合に伴い、雷公と太陽が合併。チーム名跡交換で「第一金剛」としてCPBL参加。
  - 12月：第一銀行が球団売却、台湾大聯盟の核心企業である聲寶に身売り、シューズメーカー・La New（中国語版）が冠スポンサーとなり、「La Newベアーズ」（LaNew熊）に球団名変更、La Newが2004年12月に球団を正式に買収。
- 2006年：台湾初のメジャーリーガーである陳金鋒が入団。前後期とも1位。台湾シリーズを制し、TMLからの球団としては初優勝。アジアシリーズでは、リーグ戦で韓国の三星ライオンズに勝つなどして決勝進出。決勝で北海道日本ハムファイターズに敗れ、準優勝となる。決勝、リーグ戦とも優勝した日本ハムとの試合は1点差勝負だった。
- 2008年11月：読売ジャイアンツの二軍と台中、台北で交流戦を4試合実施し、3勝1敗と勝ち越した。同球団の台湾遠征は1993年以来15年ぶり3度目だった。
- 2010年：翌年の本拠地を高雄市から桃園市に移すと決定した。また本拠地の球場も2011年2月よりそれまで使用していた高雄澄清湖野球場から、2010年より使い始めた桃園国際野球場に移すと発表した。
- 2011年1月6日：本拠地を桃園市に移した後、チーム名を「Lamigoモンキーズ」（Lamigo桃猿）に改名することを正式に発表[3]。
- 2012年：後期1位で、台湾シリーズを制し、Lamigoに改名後初、La New時代から通算6年ぶり2度目の優勝を果たす。アジアシリーズでは2006年に続いて三星ライオンズを下して決勝に進出するが、決勝で読売ジャイアンツに敗れ準優勝に終わった。
- 2014年：前期1位で後期4位だったが、中信兄弟との台湾シリーズを制し、2年ぶり3度目の優勝を果たす。10月31日から11月2日まで、千葉ロッテマリーンズと親善試合を実施[4]。これ以降、オフシーズンとマリーンズの春季キャンプ中に両チームによる親善試合を毎年開催している。
- 2015年：後期1位で前期1位の中信兄弟との台湾シリーズを制し、2年連続4度目の優勝を果たす。
- 2017年：前期、後期ともに1位であるため、台湾シリーズでは1勝のアドバンテージがある。中信兄弟との台湾シリーズを制し、2年ぶり5度目の優勝を果たす。
- 2018年：2月28日と3月1日の2日間、札幌ドームで日本ハムとの親善試合を2試合「アジアフレンドシップシリーズ in 北海道」として行った[5]。レギュラーシーズンは前期後期ともに1位であるため、台湾シリーズでは1勝のアドバンテージがある。統一ライオンズとの台湾シリーズを制し、2年連続6度目の優勝を果たす。

- 2019年 :2月28日と3月1日の2日間、天母球場で後に兄弟チームとなる東北楽天ゴールデンイーグルスと2試合の交流戦を実施し、1敗1引き分け。
  - 7月3日：親会社のLa Newはシーズン終了後のチーム売却を表明した[6][7]。
  - 9月19日：楽天が球団を買収し、2020年シーズンから台湾リーグに参入することを発表した[8]。楽天は既に日本の宮城県に本拠地を置くプロ野球球団「東北楽天ゴールデンイーグルス」を保有しているが、日本野球機構（NPB）は日本国外での球団を持つことについては日本プロフェッショナル野球協約に抵触しないとの見解を示している[9][10]。
  - 12月17日：楽天はチーム名を「楽天モンキーズ」に改名すると発表[11]。

楽天モンキーズ時代
- 2020年：5月2日に前身を含む球団通算1000勝を達成した[12]。最終成績は前期、後期ともに優勝を逃し4連覇を逃す。
- 2021年：この年から投手コーチに東北楽天ゴールデンイーグルスOBの川岸強が就任。
- 2022年：ヘッドコーチに古久保健二、守備走塁コーチに西村弥が就任。前期優勝を果たすも台湾シリーズでは中信兄弟に4連敗。
- 2023年：西村が東北楽天ゴールデンイーグルスの二軍内野守備走塁コーチに転任し、前年までヘッドコーチを務めていた真喜志康永が野手コーチに就任。年間順位3位でプレーオフに進出し、統一ライオンズを破って味全ドラゴンズとの台湾シリーズに進出したが、3勝2敗で王手をかけた後の第6，7戦に連敗し台湾一を逃した。この年のオフに古久保が監督に就任し、領隊(球団社長)に楽天イーグルスの球団職員だった川田喜則が就任。
- 2024年：最終順位は3位でプレーオフ敗退。2024 WBSCプレミア12の野球中華民国代表に曾豪駒監督、選手は陳冠宇など7人が選出され、オールプロでは初となる国際大会での優勝に貢献した。

## 帽章、ユニフォーム
帽章
楽天の「R」マーク。
La New時代の帽章は靴を向かい合わせにした形で作った牛の顔である。これはLa New社のマークであり、熊でなく牛がかたどられていることも、革靴の主な原材料が牛革であることによるものである。Lamigo時代は「L」と「M」を組み合わせたもの。
ユニフォーム
親会社・楽天のイメージカラーであり、チームカラーでもあるクリムゾン・レッド（えんじ色）を基調としている。パンツに1本の細ラインが入っている。
ホーム用、ビジター用共に胸ロゴは「Rakuten」。ホーム用は白地に胸ロゴ、選手名表示、背番号はエンジ色の文字で、ビジター用はエンジ地に胸ロゴ、選手名表示、背番号は白色の文字。

## 日本のプロ野球チームとの関わり
前述の通り、2019年9月に楽天が本球団を買収し東北楽天ゴールデンイーグルスと兄弟チームになっているが、それ以前から日本国内のプロ野球チームとの関わりが深かった。
ここでは東北楽天以外の日本のプロ野球チームとの関わりについて述べる。

### 千葉ロッテマリーンズ
2010年から3年間にわたって、千葉ロッテマリーンズOBの荘勝雄をコーチとして派遣し本球団にて指導を行った。2014年から秋季または冬季に沖縄県の石垣市などで交流試合を行っている。楽天傘下入り後も2020年と2023年、2024年に行われている。ロッテ球団公式の認可により、2015年よりジントシオ作のロッテのチャンステーマなど、ロッテの応援歌を数多く使用する、楽天傘下入り後は2021年に一時使用停止も、2022年以降に使用再開。(なお、ジントシオはロッテ退団後の一時期楽天野球団の応援プロデューサーを務めていたが、楽天イーグルスの応援歌は使われなかった)

### 北海道日本ハムファイターズ
2018年2月、北海道の札幌市で北海道日本ハムファイターズと交流試合を行っている。2022年には同球団のチアリーディングチーム「ファイターズガール」のパフォーマンスである「きつねダンス」を、同球団による協力で輸入した上で本球団公式チアチームの楽天ガールズが同ダンスを試合中に披露している。

### 福岡ソフトバンクホークス
2024年2月に宮崎県宮崎市で福岡ソフトバンクホークスとの交流試合を行った。

### オリックス・バファローズ
2024年2月に宮崎県宮崎市でオリックス・バファローズとの交流試合を行った。

### 読売ジャイアンツ
2024年3月に台北市信義区の台北ドームで読売ジャイアンツとの親善試合を行った。

### 埼玉武蔵ヒートベアーズ
2023年8月、プロ野球独立リーグ・ベースボール・チャレンジ・リーグ（ルートインBCリーグ）の埼玉武蔵ヒートベアーズに所属していた由規が本球団に移籍したことが縁で応援交流が実現し、本球団公式チアチームの楽天ガールズが同月5日の対栃木ゴールデンブレーブス戦にゲスト出演した。

## 歴代監督
第一金剛時代
- 徐生明（中国語: 徐生明）（2003年 - 同年途中）
- 蔡栄宗（中国語: 蔡榮宗）（2003年途中 - 同年終了） - 監督代行

La New時代
- 大田卓司（2004年 - 同年途中）
- 洪一中（2004年途中 - 2009年） - 2008年は呂明賜が16試合監督代行
- 蔡榮宗（2010年）

Lamigo時代
- 洪一中（2011年 - 2019年）

楽天時代
- 曾豪駒（2020年 - 2023年）
- 古久保健二 （2024年 - ）

## チーム成績・記録
- リーグ優勝 14回

（2006年前期、2006年後期、2007年後期、2008年後期、2011年後期、2012年後期、2014年前期、2015年前期、2017年前期、2017年後期、2018年前期、2018年後期、2019年前期、2022年前）
- 年間王者 7回

（2006年、2012年、2014年、2015年、2017年、2018年、2019年）

## 永久欠番
- 10 ファン（2007年3月9日 - ）
- 52 陳金鋒（2016年9月18日 - ）

## 在籍選手

### 首脳陣

#### 一軍
| 背番号 | 名前       | 役職               |
| ------ | ---------- | ------------------ |
| 87     | 古久保健二 | 監督               |
| 99     | 曾豪駒     | ヘッド兼打撃コーチ |
| 73     | 川岸強     | 投手コーチ         |
| 90     | 林政億     | 打撃コーチ         |
| 41     | 鄭兆行     | 守備コーチ         |
| 96     | 翁克堯     | 守備コーチ         |
| 50     | 許躍騰     | バッテリーコーチ   |
| 43     | 林英傑     | ブルペンコーチ     |
| 42     | 洪全億     | トレーニングコーチ |
| 59     | 劉品辰     | トレーニングコーチ |

#### 二軍
| 背番号 | 名前   | 役職               |
| ------ | ------ | ------------------ |
| 91     | 陳彦夆 | 監督               |
| 61     | 蔡明晉 | 投手コーチ         |
| 72     | 林國裕 | 投手コーチ         |
| 12     | 呉桀睿 | 選手兼打撃コーチ   |
| 30     | 林知譽 | 打撃コーチ         |
| 86     | 蔡成賢 | 打撃コーチ補佐     |
| 93     | 張煒謙 | 守備コーチ         |
| 47     | 許禹壕 | バッテリーコーチ   |
| 78     | 李韋慶 | トレーニングコーチ |
| 84     | 陸康其 | トレーニングコーチ |

#### 巡回
| 背番号 | 名前     | 役職                         |
| ------ | -------- | ---------------------------- |
| 71     | 陳瑞振   | 守備統括コーチ               |
| 68     | 広瀬大輔 | スポーツパフォーマンスコーチ |

### 投手
| 背番号 | 選手名                   | 投 | 打 | 備考                                           |
| ------ | ------------------------ | -- | -- | ---------------------------------------------- |
| 00     | 蘇俊璋                   | 右 | 右 |                                                |
| 1      | 舒治浩                   | 右 | 右 |                                                |
| 3      | 洪敏暘                   | 左 | 左 |                                                |
| 4      | 黄偉晟                   | 右 | 右 |                                                |
| 9      | 陳柏豪                   | 右 | 右 |                                                |
| 13     | 劉昱言                   | 左 | 左 | 味全から移籍                                   |
| 16     | 温展楽                   | 右 | 右 |                                                |
| 17     | 陳冠宇                   | 左 | 左 |                                                |
| 18     | 劉家翔                   | 右 | 左 |                                                |
| 19     | 陳克羿                   | 右 | 左 |                                                |
| 21     | マルセロ・マルティネス   | 左 | 左 | 登録名「魔神楽」                               |
| 22     | 朱承洋                   | 右 | 左 |                                                |
| 23     | 曾仁和                   | 右 | 左 | 37から背番号変更                               |
| 25     | ジョナサン・バミューデス | 左 | 左 | 新外国人 登録名「霸鉧徳」                      |
| 40     | 王宇翔                   | 右 | 右 |                                                |
| 44     | 曽家輝                   | 右 | 右 |                                                |
| 46     | 邱駿威                   | 右 | 右 |                                                |
| 48     | 呂詠臻                   | 右 | 右 | 味全から朱育賢のFA移籍に伴う補償選手として移籍 |
| 49     | ペドロ・フェルナンデス   | 右 | 右 | 登録名「威能帝」                               |
| 51     | 頼知頎                   | 右 | 左 |                                                |
| 54     | 林子崴                   | 左 | 左 |                                                |
| 57     | 楊彬                     | 右 | 右 | 27から背番号変更                               |
| 63     | 頼胤豪                   | 右 | 右 |                                                |
| 64     | 王志煊                   | 左 | 左 |                                                |
| 69     | 黄子鵬                   | 右 | 左 |                                                |
| 75     | 郭玟毅                   | 右 | 右 |                                                |
| 77     | 莊昕諺                   | 右 | 右 |                                                |
| 81     | 林華偉                   | 右 | 右 |                                                |
| 82     | 盧冠宇                   | 右 | 右 |                                                |
| 83     | 頼威誠                   | 右 | 右 |                                                |
| 88     | ボー・サルサー           | 右 | 右 | 新外国人 登録名「波賽楽」                      |
| 92     | 李家明                   | 右 | 右 |                                                |
| 177    | 黄家諾                   | 左 | 左 | 自主培訓選手                                   |
| 未定   | キャレブ・バラガー       | 左 | 右 | 新外国人                                       |

### 捕手
| 背番号 | 選手名 | 投 | 打 | 備考             |
| ------ | ------ | -- | -- | ---------------- |
| 2      | 宋嘉翔 | 右 | 左 |                  |
| 11     | 林泓育 | 右 | 右 |                  |
| 14     | 邱勝宥 | 右 | 右 | 74から背番号変更 |
| 28     | 張閔勛 | 右 | 右 |                  |
| 29     | 邱邦   | 右 | 右 | 台鋼から移籍     |
| 60     | 呂承諺 | 右 | 右 |                  |
| 62     | 嚴宏鈞 | 右 | 左 |                  |
| 89     | 毛英傑 | 右 | 右 |                  |

### 内野手
| 背番号 | 選手名 | 投 | 打 | 備考               |
| ------ | ------ | -- | -- | ------------------ |
| 5      | 梁家榮 | 右 | 左 |                    |
| 6      | 林承飛 | 右 | 右 |                    |
| 8      | 陳佳樂 | 右 | 左 |                    |
| 12     | 呉桀睿 | 右 | 右 | 二軍打撃コーチ兼任 |
| 15     | 林子偉 | 右 | 左 |                    |
| 31     | 杜禹鋒 | 右 | 右 |                    |
| 33     | 張趙紘 | 右 | 右 |                    |
| 38     | 董順傑 | 右 | 左 |                    |
| 39     | 林立   | 右 | 右 |                    |
| 45     | 馮健庭 | 右 | 右 |                    |
| 55     | 曽冠傑 | 右 | 右 |                    |
| 56     | 劉子杰 | 右 | 右 |                    |
| 58     | 廖健富 | 右 | 左 |                    |
| 67     | 游承勲 | 右 | 左 |                    |
| 79     | 林智平 | 右 | 右 |                    |
| 85     | 許賀捷 | 右 | 左 | 2025年ドラフト2位  |
| 94     | 馬傑森 | 右 | 両 |                    |
| 95     | 李勛傑 | 右 | 右 |                    |
| 111    | 張家豪 | 右 | 右 | 自主培訓選手       |

### 外野手
| 背番号 | 選手名   | 投 | 打 | 備考               |
| ------ | -------- | -- | -- | ------------------ |
| 7      | 邱鑫     | 右 | 左 |                    |
| 24     | 蔡鎮宇   | 右 | 右 |                    |
| 35     | 成晋     | 右 | 右 |                    |
| 36     | 余徳龍   | 右 | 右 |                    |
| 65     | 林政華   | 右 | 左 |                    |
| 66     | 何品室融 | 右 | 左 |                    |
| 76     | 林禹叡   | 右 | 左 | 「林耀煌」から改名 |
| 97     | 鍾玉成   | 右 | 左 |                    |
| 98     | 陳晨威   | 右 | 左 |                    |

## 日本の球団に在籍したことのある主な選手・コーチ

### 第一金剛時代
選手
- クラウディオ・ガルバ（高力歐）

### La New時代
コーチ
- 呂明賜
- 大田卓司
- 加藤初
- 二宮至
- 金崎泰英
- ビル・マドロック（梅洛克）

選手
- 張誌家
- 呉偲佑
- 王溢正（代訓選手）
- 入来智
- マック鈴木（鈴木誠）
- 佐藤和宏（入団テスト受験）
- 荒川祐輔（1軍出場なし、NPB経験なし）
- 竹岡和宏（入団テスト受験）
- 三橋直樹（入団テスト受験）
- クラウディオ・ガルバ（高力歐）
- コリー・ベイリー（貝力）
- ネリオ・ロドリゲス（雷德里茲）
- ラモン・モレル（魔銳）
- クリストファー・ライト（萊特）
- マーチン・バルガス（巴克斯）
- ケニー・レイボーン（雷鵬）
- ヘクター・メルカド（猛克）
- ルイス・マルティネス（馬帝茲）
- ゲーリー・ラス（銳斯）
- マイク・ジョンソン（強森）
- トッド・ベッツ（貝茲）
- ゲイリー・バーナム・ジュニア（霸漢）
- ケニー・レイ（銳）
- スティーブ・ハモンド（悍猛）
- ダニエル・リオス（里歐斯、入団テスト受験）

### Lamigo時代
コーチ
- 杉山賢人
- 荘勝雄
- コーリー・ポール（保羅）
- トッド・ベッツ（貝茲）

選手
- 許銘傑
- 陽耀勳
- 林英傑
- 王溢正
- 林彦峰
- 王柏融
- 正田樹
- 冨田康祐（入団テスト受験）
- 高塩将樹（入団テスト受験、NPB経験なし）
- ロバート・ブース（河本羅柏特）
- エイドリアン・バーンサイド（奔薩）
- スティーブ・ハモンド（悍猛）
- ブライアン・コーリー（酷力）
- ケニー・レイ（銳）
- JDダービン（德本）
- ミゲル・メヒア（米吉亜）
- クリス・セドン（神盾）
- パット・ミッシュ（明星）
- オーランド・ロマン（羅曼）
- ラダメス・リズ（李茲）

### 楽天時代
監督・コーチ
- 林英傑
- 許銘傑
- 川岸強
- 古久保健二
- 西村弥
- 真喜志康永
- トミー・クルーズ（克魯斯）

選手
- 王溢正
- 陽耀勳
- 陳冠宇
- 郭俊麟（自行培訓選手）
- 由規
- 鈴木駿輔（NPB経験なし）
- 高塩将樹（自主培訓選手、条項違反だった契約により契約破棄[23]、NPB経験なし）
- ブランドン・マン（曼恩）
- ブレイディン・ヘーゲンズ（豪勁）
- マニー・バニュエロス（霸威斯）
- ラダメス・リズ（李茲、1軍出場なし）
- アーロン・ウィルカーソン（威克神、1軍出場なし）

## その他在籍していた選手・コーチ

### 第一金剛時代
選手
- 陳峰民
- 黄龍義
- 許文雄
- エリック・マーティンズ (馬丁)

### La New時代
監督・コーチ
- 洪一中

選手
- 石志偉
- 曾豪駒
- 鍾承祐
- 耿伯軒
- 陳峰民
- 黄俊中
- 許文雄
- 蔡英峰
- 張家浩
- 林泓育
- 林智勝
- 陳金鋒
- 詹智堯
- 黄龍義
- 許銘倢
- トニー・フィオーレ (飛銳)
- ビクター・ザンブラーノ (戰銳龍)
- ハンベルト・サンチェス (勝騎士、入団テスト受験)
- トニー・アーマス・ジュニア (艾猛士、1軍出場なし)

### Lamigo時代
監督・コーチ
- 洪一中
- 葉君璋
- 曾豪駒

選手
- 石志偉
- 曾豪駒
- 鍾承佑
- 耿伯軒
- 張家浩
- 林智勝
- 陳金鋒
- 許銘倢
- 王躍霖
- 郭嚴文
- 林泓育
- 陳俊秀
- 嚴宏鈞
- 林承飛
- 林立
- 詹智堯
- 廖健富
- 成晋
- マット・デサルボ (迪薩猛)
- シェーン・ユーマン (尤猛)
- レニー・ディナルド (狄納多)
- ブライアン・バレス (波拉斯)
- マイク・ローリー (雷力)
- ザック・マイナー (邁能)
- コリー・リオーダン (雷盾)
- シーザー・バルデス (瓦徳茲)
- ライアン・サール (索爾)
- ミッチ・タルボット (泰霸)
- ダリン・ダウンズ (道恩斯)
- ジーク・スプライル (史博威)
- ロジャー・バーナディーナ (柏納帝那)
- ジェームズ・ハウザー (豪瑟、一軍出場なし)

### 楽天時代
監督・コーチ
- 曾豪駒
- 鍾承佑

選手
- 王躍霖
- 林泓育
- 廖健富
- 成晋
- 嚴宏鈞
- 林承飛
- 郭嚴文
- 陳俊秀
- 林立
- 詹智堯
- 曾仁和
- 陳鴻文
- 王維中（自行培訓選手）
- ジャスティン・ニコリーノ（尼寇力）
- ライアン・カーペンター（卡本特）
- リサルベルト・ボニーヤ（霸能）
- ライアン・ボリンジャー（霸林爵）
- ディロン・オーバートン（歐飛登）
- ディラン・コービー（狂威）
- ヘンリー・ソーサ（索沙）
- ブランドン・ワッデル（威達爾）
- ジョナサン・バミューデス（霸鉧徳）
- ボー・サルサー（波賽楽）

## 楽天桃園レディース
2022年5月20日に女子野球チーム楽天桃園レディース（繁体字：樂天桃園女子棒球隊）が発足し、記者会見が行われた。チームは楽天グループ、桃園市体育局、楽天モンキーズ、桃園市体育発展基金会の協力で成立した。

### 註釈
1. ↑  中国語圏では通常はロッテグループの正式の中国語表記「楽天集団（繁体字中国語: 樂天集團）」が先に知られており、その傘下の日韓両球団は千葉ロッテが「羅徳（繁体字中国語: 羅德）、俗称：千葉楽天海洋隊[1][2]」、ロッテ・ジャイアンツが「楽天巨人（繁体字中国語: 樂天巨人）」となっている。一方日本のIT企業の楽天は2000年代からzh:樂天市場として台湾事業に進出していた。東北楽天イーグルスは「（東北）楽天金鷲隊（繁体字中国語: 樂天金鷲隊）」と表記される。また、チーム名の桃猿はホームタウンの都市名「桃園」と日本語・中国語とも同音となる。